# Municipio de Dudley (Ohio)
El municipio de Dudley (en inglés: Dudley Township) es un municipio ubicado en el condado de Hardin en el estado estadounidense de Ohio. En el año 2010 tenía una población de 1438 habitantes y una densidad poblacional de 14,86 personas por km².

## Geografía
El municipio de Dudley se encuentra ubicado en las coordenadas 40°36′22″N 83°28′28″O / 40.60611, -83.47444. Según la Oficina del Censo de los Estados Unidos, el municipio tiene una superficie total de 96.78 km², de la cual 96,75 km² corresponden a tierra firme y (0,04 %) 0,04 km² es agua.

## Demografía
Según el censo de 2010, había 1438 personas residiendo en el municipio de Dudley. La densidad de población era de 14,86 hab./km². De los 1438 habitantes, el municipio de Dudley estaba compuesto por el 96,52 % blancos, el 0,9 % eran afroamericanos, el 0,07 % eran amerindios, el 0,63 % eran asiáticos, el 0,35 % eran de otras razas y el 1,53 % eran de una mezcla de razas. Del total de la población el 0,49 % eran hispanos o latinos de cualquier raza.